# Armin Mueller-Stahl
Armin Mueller-Stahl (Tilsit, 1930. december 17. –) Oscar-díjra jelölt német színész.

## Élete
Mueller-Stahl Tilsit városában született Észak-Poroszország területén. Édesanyja, Editta tanítónő, édesapja, Alfred Müller pedig banki alkalmazott volt. A család Berlinben tartózkodott a második világháború idején, a színész édesapja a keleti fronton teljesített katonai szolgálatot.

## Filmjei
- Farkasok közt védtelen (1962)
- (Tödlicher Irrtum) (1970)
- (Der Dritte) (1972)
- Lola (1981)
- Viadukt (1982)
- Veronika Voss vágyakozása (1982)
- Szerelem Németországban (1983)
- (Vergeßt Mozart) (1985)
- Redl ezredes (1985)
- Pókháló (1989)
- Music Box (1989)
- A hecc (1989)
- Avalon (1990)
- Kafka (1991)
- Éjszaka a Földön (1991)
- (Utz) (1992)
- Egyedül a ringben (1992)
- (Der Kinoerzähler) (1993)
- Vörös rock (1993)
- A kísértetház (1993)
- Bankrabló a feleségem  (1994)
- T. Rex, a dinózsaru (1995)
- Taxandria (1996)
- Ragyogj! (1996)
- A rémkirály (1996)
- (The Assistant) (1997)
- Tizenkét dühös ember (1997)
- Segíts az ellenségen! (1997)
- Peacemaker (1997)
- Játsz/ma (1997)
- X-akták – Szállj harcba a jövő ellen (1998)
- A főbiztos (1998)
- Jézus (1999)
- A 13. emelet (1999)
- A harmadik csoda (1999)
- A Mars-mentőakció (2000)
- Hosszú futás (2000)
- Kereszteslovagok (2001)
- A Mann család – Egy évszázad regénye (2001)
- (The Story of an African Farm) (2004)
- Két világ közt (2004)
- A tudás hatalma – Európa nagy egyetemei (2005) műsorvezető
- Mester és tanítvány (2006)
- A másik nő (2006)
- Eastern Promises – Gyilkos ígéretek (2007)
- A bűn árfolyama – The International (2008)
- Angyalok és démonok (2009)

## Díjak, jelölések
- Ragyogj!
  - Oscar-díj (1997) – Legjobb férfi mellékszereplő jelölés
- (Utz)
  - Berlini Nemzetközi Filmfesztivál (1992) – Legjobb férfi alakítás